# Čierny potok (přítok Striebornice)
Čierny potok je krátký potok na Středním Pováží, v severovýchodní části okresu Piešťany. Je to pravostranný přítok Striebornice, měří 1,9 km a je tokem IV. řádu.
Pramení v Považském Inovci, v podcelku Nízký Inovec, západně od kóty 641,5 m a samoty Gonové Lazy, v nadmořské výšce přibližně 390 m n. m. Od pramene teče zprvu na krátkém úseku jihojihozápadně, následně se stáčí a pokračuje na západ. Pak se obloukem stáčí na jih a zprava přibírá krátký přítok (262,3 m n. m.) z lokality Babovie Kopanice. Nakonec se východně od osady Bažanov mlýn (východoseverovýchodně od obce Moravany nad Váhom) vlévá v nadmořské výšce cca 224 m n. m. do Striebornice.